# Unión Santiagueña de Rugby
La Unión Santiagueña de Rugby (USR) se fundó el 2 de octubre de 1968 en la ciudad de Santiago del Estero, y representa a los clubes de la provincia homónima. Para identificarse escogió un animal, siguiendo la tradición impuesta por la Unión Argentina de Rugby. El Pichi (Zaedyus pichiy), animal autóctono de la zona, es una especie de armadillo que habita la provincia y es característico de Santiago. De allí que lo implementaran en su escudo.
La USR organiza un campeonato local denominado Super X donde participan 10 equipos divididos en dos zonas de 5 equipos cada una. Cuenta con un campeonato desarrollo y otro de rugby femenino, con 8 equipos participando con el sistema de todos contra todos.
Además, participa del Torneo Regional del Noroeste, o NOA junto con las uniones Salteña, Unión Jujeña de Rugby y la de Tucumán, este último ha dominado en el certamen históricamente.

## Clubes
La Unión cuenta con los siguientes clubes afiliados.
- Añatuya Rugby Club (Añatuya, Santiago del Estero)
- Campo Gallo Rugby Club (Campo Gallo, Santiago del Estero)
- Club Ciclista Olímpico La Banda (La Banda, Santiago del Estero)
- Fernández Rugby Club (Fernández, Santiago del Estero)
- La Ensenada Club (Quimilí, Santiago del Estero)
- Las Termas Rugby Club (Termas de Río Hondo, Santiago del Estero)
- Loreto Rugby Club (Loreto, Santiago del Estero)
- Old Lions Rugby Club (Santiago del Estero)
- Sanavirones Rugby Club (Bandera, Santiago del Estero)
- Santiago Lawn Tennis Club (Santiago del Estero)
- Santiago Rugby Club (Santiago del Estero)
- Universitarios de Santiago del Estero Rugby Club (Santiago del Estero)